# Banjo-Kazooie
Banjo-Kazooie — платформенная видеоигра, разработанная компанией Rare и изначально вышедшая на Nintendo 64 в 1998 году. Это первая игра в серии Banjo-Kazooie, которая рассказывает о медведе Банджо и птице Казуи и о том, как они пытаются остановить планы ведьмы Грунтильды, которая намерена украсть красоту у сестры Банджо, Тути. В игре существует 9 разных игровых миров, где игрок должен собрать жёлтые пазлы под названием «Jiggies». Игроку необходимо решать головоломки, перепрыгивать через препятствия, собирать предметы и уничтожать врагов.
Игра добилась значительного коммерческого успеха: в США было продано почти 2 миллиона копий. Она получила высокую оценку за детальную графику, впечатляющий звук и сложный дизайн уровней. В 1999 году Banjo-Kazooie награждена двумя наградами от Academy of Interactive Arts & Sciences: «Консольная экшн-игра года» и «Выдающиеся достижения в искусстве/графике». В 2008 году был сделан ремастер игры для Xbox 360, и она была включена в сборник Rare Replay для Xbox One в 2015. Вторая часть игры, Banjo-Tooie, вышла в 2000 году.

## Геймплей
Banjo-Kazooie — платформер для одного игрока, в котором игрок контролирует главных героев Банджо и Казуи от третьего лица. Игра разделена на девять уровней, где игрок должен собирать музыкальные ноты и кусочки головоломки под названием «Jiggies», чтобы продвигаться по сюжету.

## Оценки
| Сводный рейтинг       | Сводный рейтинг     | Сводный рейтинг |
| Издание               | Оценка              | Оценка          |
| Издание               | N64                 | Xbox 360        |
| --------------------- | ------------------- | --------------- |
| GameRankings          | 92,38 %             | 80,88 %         |
| Metacritic            | 92/100 (19 reviews) | N/A             |
| Иноязычные издания    |                     |                 |
| Издание               | Оценка              | Оценка          |
| Издание               | N64                 | Xbox 360        |
| AllGame               | [ 7 ]               | N/A             |
| Edge                  | 8/10                | N/A             |
| GamePro               | [ 9 ]               | N/A             |
| GameRevolution        | A-                  | N/A             |
| GameSpot              | 9,5/10              | N/A             |
| IGN                   | 9,6/10              | N/A             |
| Nintendo Power        | 9,2/10              | N/A             |
| N64 Magazine          | 92 %                | N/A             |
| Русскоязычные издания |                     |                 |
| Издание               | Оценка              | Оценка          |
| Издание               | N64                 | Xbox 360        |
| «Страна игр»          | 8/10                | N/A             |

Игра добилась значительного коммерческого успеха: в Соединённых Штатах было продано более 1,8 миллиона копий, в Японии — более 405 000 единиц. GamePro охарактеризовал Banjo-Kazooie как «более сложную, более плавную и более привлекательную игру, чем её предшественник-сантехник Super Mario 64. Уверен, что даже самые стойкие критики Nintendo 64 поднимают брови».
Рецензент «Страны Игр» Сергей Овчинников отметил, что «Banjo-Kazooie хорошая игра. И даже отличная. Не виновата же Rare, что Nintendo всё или почти всё делает на пару лет раньше неё».